# 百老匯大道

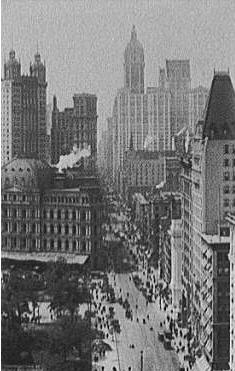
1909年的百老匯

百老匯大道（英語：Broadway）為美國纽约市重要的南北向道路，南起砲台公園，由南向北纵贯曼哈顿岛。紐約地鐵百老匯線及紐約地鐵第七大道線均通過此路底下。由於此路两旁分佈著為數眾多的劇院，是美國戲劇和音樂劇的重要發揚地，因此成為了音樂劇的代名詞。
關於百老匯大道的長度，曼哈頓島內21公里，布朗克斯區內3公里，而北延至威斯特徹斯特郡內另有29公里，直到沉睡谷。
百老匯的英文原意為「寬闊的街」，但另一種說法認為這個名字是從荷蘭文 Brede weg 翻譯過來的，这和把 Wall Street 翻譯成华尔街是相同的道理。